# روموشا

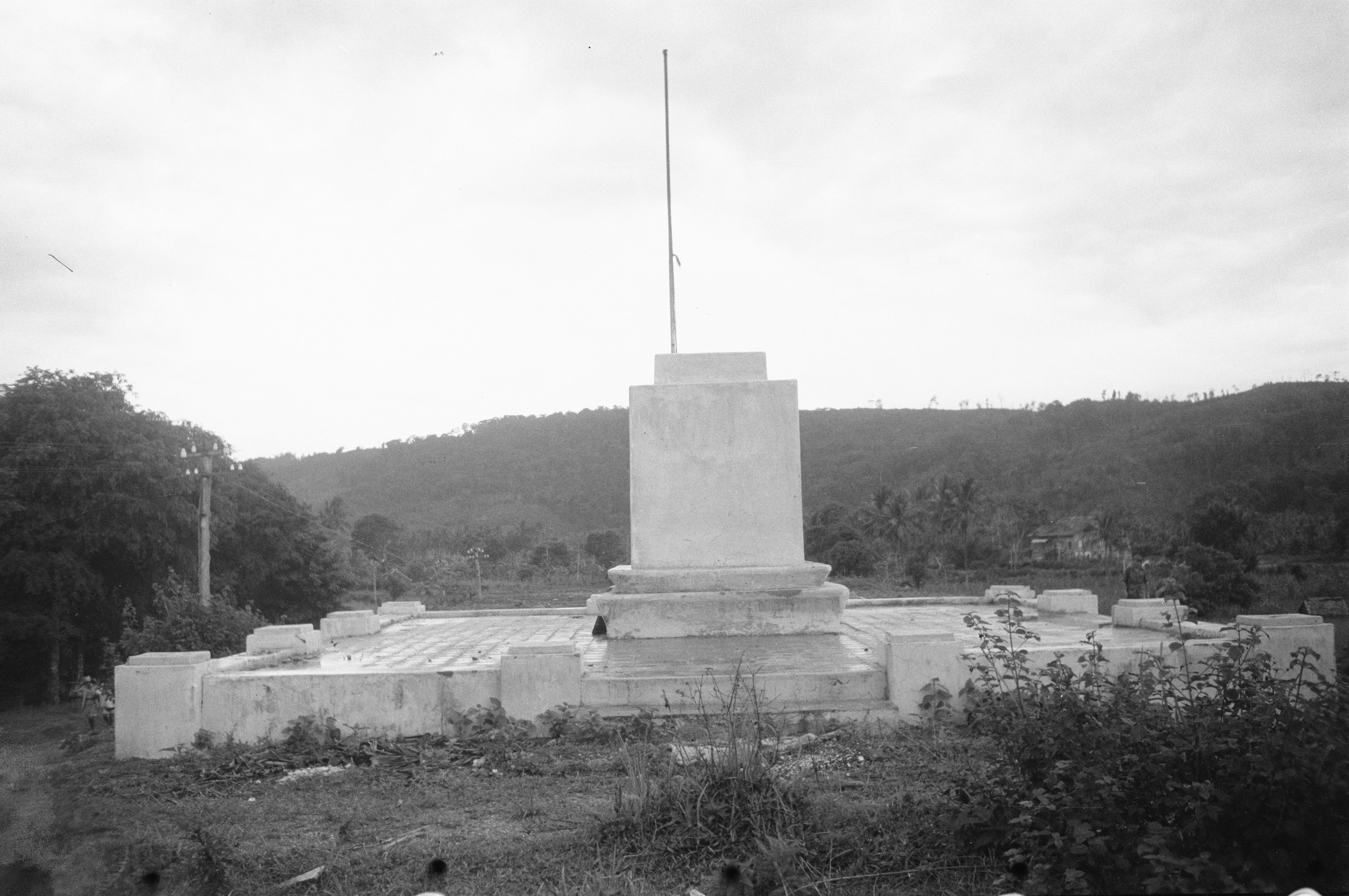
بنای یادبود روموشا برای کسانی که در بانتن درگذشتند.

روموشا (انگلیسی: Rōmusha) یک کلمه ژاپنی برای «کارگر» است، اما در انگلیسی به‌طور خاص به کارگران اجباری در طول اشغال ژاپن از اندونزی در جنگ جهانی دوم اشاره دارد. کتابخانه کنگره ایالات متحده تخمین می‌زند که در جاوه، بین ۴ تا ۱۰ میلیون روموشا توسط ارتش ژاپن مجبور به کار شدند، که بسیاری از آنها در شرایط سخت کار می‌کردند یا مردند یا دور از خانه سرگردان بودند. با این حال، این واژه توسط ژاپنی‌ها یا متفقین دقیقاً تعریف نشده‌است و اعداد ذکر شده گاهی شامل کارگران بدون مزد kinrōhōshi و همچنین نیروهای کمکی بومی مانند سربازان ارتش داوطلب اندونزیایی مدافعان میهن (PETA) و مهاجران داوطلبانه به جزایر دیگر در اندونزی می‌شود.